# 김은아 (EBS 성우)
김은아(1976년 2월 7일~)는 대한민국의 성우로, 2004년 EBS 20기 공채 성우로 입사했다. 남편은 성우 방성준이다. 동명이인 선배인 KBS 성우 김은아는 2000년대 이후로 거의 활동한적이 없어서 많은 성우들이 누가 김은아인지 알 수가 없다. 오직 EBS에서만 2000년대 이후로도 활동하는 성우이면 일단 이 사람이 맞다.

## 출연 작품

### 애니메이션
- 갓슈벨 (대원방송) - 레이라
- 고민 있어요 하나 아줌마 (EBS) - 베티
- 곤 (EBS) - 쿠마링
- 극장판 공룡메카드: 타이니소어의 섬 - 장세모, 코리리
- 극장판 토마스와 친구들: 디젤 기관차들의 반란 - 에밀리
- 극장판 엉덩이 탐정: 화려한 사건 수첩 - 엉덩이 탐정
- 극장판 샤이닝 스타: 새로운 루나퀸의 탄생! - 리리 / 베리 / 칼리오페 / 남자 아이
- 구두신고 꼬까꼬까 (EBS)
- 꼬마 히어로 슈퍼잭 (EBS) - 메이(엄마)
- 꼬마버스 타요 (EBS) - 누리, 어린 씨투, 토니, 봉봉, 앨리스, 노아
- 꼬마숙녀 스트로베리 (EBS) - 애플
- 놀이터 구조대, 뽀잉 (EBS) - 엘루
- 데스노트 (대원방송) - 여학생, 여자
- 디지몬 크로스워즈 (대원방송) - 쉬라몬
- 레고 시티 어드벤처 (투니버스) - 개비
- 레인보우 버블젬 (EBS) - 옐로우 골드, 레오
- 레미제라블 소녀 코제트 (애니원) - 샬롯
- 로보카 폴리 (EBS) - 리프티, 트랙키
- 로이와 함께하는 소방안전 이야기, 엠버와 함께하는 생활안전 이야기 (EBS) - 피터
- 미라큘러스: 레이디버그와 블랙캣 (EBS, 투니버스) - 알리야 세제르
- 엉뚱발랄 콩순이와 친구들 (JEI재능TV) - 세요, 콩순이 엄마
- 막내둥이 또또 (EBS)
- 머털도사 (EBS) - 사비
- 메탈카드봇 (KBS) - 유리 그랜트, 태오
- 메탈카드봇S 강철의 귀환 (EBS) - 유리 그랜트, 태오
- 명탐정 코난 1996 방영분 (1기) (애니맥스) - 김혜원
- 명탐정 코난 2014 방영분 (14기) (투니버스) - 강주영
- 모래요정 바람돌이 (EBS) - 동동
- 몬카트 (EBS) - 로빈 화이트/왕비
- 미니특공대 (EBS) - 카라, 수지의 담임 선생님, 수지의 엄마, 스웩파이브(퍼플, 블루, 거대화)
- 미술탐험대 (EBS) - 큐레이터
- 미스테리야 (EBS) - 타타
- 베르사이유의 장미 (EBS) - 테레지아, 아델라이드
- 바오밥섬의 파오파오 (EBS) - 포케
- 베리 배리 크리스마스 (EBS) - 홀리졸리
- 베리 VS 프라이미벌 - 노와
- 베리와 아카메 VS 프라이미벌 2 - 노와, 시즈카, 시즈쿠
- 베리와 핑크팬더 (DVD, 카툰 네트워크, JEI재능TV) - 시즈카, 안력여왕, 키츠, 푸스케, 엘펀, 폰버, 가토
- 병뚜껑 빌 (EBS)
- 빠삐에 친구 (EBS)
- 뽀롱뽀롱 뽀로로 8기 (EBS) - 로디
- 포텐독 (EBS) - 바글, 소장 며느리
- 선물공룡 디보 (EBS) - 올리버
- 슈퍼햄스밴드 (MBC) - 김마리
- 스타 워즈: 클론 전쟁 (카툰 네트워크)
- 시계마을 티키톡 (EBS) - 롤링스
- 아라리쇼 (EBS)
- 아드레날린 브라더스 (카툰 네트워크)
- 아이들이 사는 성 (EBS) - '나'편 아이1, 분홍정자, 소리2 / '네 잘못이 아니야'편 아이 3
- 안젤리나 발레리나 (EBS) - 폴리
- 야호 응가네 (EBS)
- 어떤 마술의 금서목록 (애니맥스) - 요미카와 아이호, 우이하루 카자리, 전방의 멘트
  - 어떤 과학의 초전자포 (애니맥스) - 우이하루 카자리
- 엄마 까투리 (EBS) - 두리
- 엽기인걸 스나코 (애니박스) - 록산느
- 와글와글 친구들 (EBS) - 도움양, 마술양, 말괄량이양, 오만양
- 요술상자 (EBS)
- 용감한 소방차 레이 (EBS) - 헤이즐, 준이
- 윙스 클럽 (니켈로디언) - 테크나
- 우주탐험가 젯 (EBS) - 셀러리
- 우바우바 마수필라미 - 비부
- 은발의 아기토 (애니박스) - 민카
- 잭과 콩나무 (애니박스) - 딜리
- 잭과 팡 (EBS) - 라미
- 출동! 슈퍼윙스 (EBS) - 하늘이, 꽁지, 레미, 칼, 핑, 루루, 나얀, 조슈아, 사토미 엄마, 크리사 엄마
- 천방지축 로드니 (카툰 네트워크) - 오스카
- 캐니멀 (EBS)
- 레인보우 루비 (EBS) - 샘, 할머니
- 캣피시 블루스 (EBS) - 릴리
- 크로스 게임 (EBS) - 오은아
- 클라나드 (애니박스) - 후지바야시 료
- 키마의 전설 (카툰 네트워크) - 그루나
- 토마스와 친구들 (EBS) - 에밀리
- 꿀꿀! 페파는 즐거워 (EBS) - 조지
- 페파 피그 (EBS) - 수지 (양)
- 페파는 즐거워 (EBS) - 가젤 선생님
- 포코냥 (챔프TV) - 심순
- 포켓몬스터 XY (투니버스) - 비올라
- 풍선 코끼리 발루뽀 (EBS) - 파피
- 프리큐어 Max Heart (챔프TV) - 위씽
- 소공녀 세라 ( 대원 ) - 세라 크루
- 피터 래빗 (EBS)
- 피터 팬 (EBS) - 웬디
- 피피루 안전특공대 (EBS) - 슈크
- 호기심 많은 조지 (EBS)
- 히맨과 쉬라의 비밀의 검 (애니박스) - 위버
- 출동! 포돌이가 간다 (SBS) - 포순이
- 허풍선이 과학쇼 시즌2 (EBS) - 베티
- 너티너츠 (EBS) - 아만다 / 레이디케이
- 마스크 마스터즈 (KBS) - 키로, 와룡
- 캐치! 티니핑 (KBS2) - 사라, 루카, 아잉핑, 악동핑, 해핑
  - 사랑의 하츄핑 - 해핑, 어린 리암, 아이 엄마
- 반짝반짝 캐치! 티니핑 (JEI 재능TV) - 사라, 루카, 해핑, 어린 카일
- 슈팅스타 캐치! 티니핑 (JEI 재능TV) - 아롱핑
- 시노스톤 (KBS) - 에다
- 스톤에이지 (KBS) - 루시
- 엉뚱발랄 콩순이와 친구들 (KBS) - 세요, 콩순이 엄마
- 주디세이 - 로디
  - 주디세이 퀴즈쇼 - 로디
- 뚝딱맨 (EBS) - 쿠니
  - 따라락 따라락 뚝딱맨 (MBC) - 쿠니

### 외화
- 공룡캠프의 비밀 (EBS)
- 남과 북 (EBS) - 페니
- 로저의 단짝친구들 (EBS) - 피비
- 이브(EBS) - 릴리
- 테일러는 12살 (EBS) - 라일라 프라이

### 영화
- 꼬마돼지 베이브 (EBS) - 호겟의 며느리(조 버튼)
- 꿈의 질주 (EBS) - 코트니 엔더스 (브리 라슨)
- 늑대소녀 살라 (EBS) - 살라 (티아 탈비사라)
- 동물 구조대 사바나 원정기 (EBS) - 지라 (율리에트 판 아르덴느)
- 마디타와 리사벳 (EBS)
- 말괄량이 삐삐 (EBS)
- 빨간 머리 앤(영어판) (EBS) - 조시
- 블랙 위도우 - 멜리나 보스토코프(레이첼 와이즈)
- 소년 탐정단 - 해골 섬의 비밀을 찾아서 (EBS)
- 시끌벅적 마을의 아이들 - 겨울 그리고 봄 - 리사 (린다 베리스트룀)
- 시끌벅적 마을의 아이들 - 여름 그리고 가을 - 리사 (린다 베리스트룀)
- 아기상어 극장판: 사이렌 스톤의 비밀 - 할머니상어 벨라, 라라
- 이브는 대단해 (EBS)
- 칼라의 소망 (EBS) - 칼라 (엘레나 아른트 옌센)
- 헬렌 켈러의 위대한 스승, 애니 설리번 (EBS)
- 템플 기사단의 잃어버린 보물 (EBS) - 피 (프리드리케 토마슨)
- 엘로이즈 크리스마스 대소동 (EBS) - 레이첼 (사라 톱햄)
- 극장판 콩순이: 장난감나라 대모험 - 엄마, 세요, 삐삐
- 뽀로로 극장판 공룡섬 대모험 - 브리
- 극장판 꼬마버스 타요의 에이스 구출작전 - 또리

### 게임
- 그랜드체이스 오리진 - 증오하는 자
- 데스티니 차일드 for Kakao- 타르타로스, 발키리, 페르세포네
- 디아블로 3 - 카달라
- 메이플스토리 - 에피네아, 아린, 용병(여), 무사(여), 엘레오노
- 엘소드 - 에코, 홍염의 요람 보스
- 월드 오브 워크래프트 - 모이라 타우릿산, 알시아 이본로크
- 히어로즈 오브 더 스톰 - 정원 여왕, 카시아, 카티야 볼스카야
- 하얀고양이 프로젝트 - 제나 이시리스, 카렌 파블로바
- 오버워치 - 카티야 볼스카야
- 커츠펠

## 같이 보기
- 교육방송 성우극회